# Lagostomus
Lagostomus és un gènere de rosegador de la família dels xinxíl·lids. Actualment només n'hi ha una espècie, L. maximus, que pot mesurar fins a 60 cm de llargada i és oriünda de Sud-amèrica, on viu des del sud de Bolívia i el Paraguai fins al nord de la Patagònia argentina.

## Espècies extintes
- Lagostomus angulatus †
- Lagostomus antiquus †
- Lagostomus compressidens †
- Lagostomus crassus † (Thomas, 1910) — Perú
- Lagostomus incisus † (Ameghino, 1888) — Pliocè de l'Argentina
- Lagostomus cavifrons † (Ameghino, 1889) — Argentina
- Lagostomus chapalmalensis † (Ameghino, 1891) — Argentina
- Lagostomus debilis †
- Lagostomus definitus †
- Lagostomus egenus † (Ameghino, 1908) — Argentina
- Lagostomus euplasius †
- Lagostomus heterogenidens †
- Lagostomus indefinitus †
- Lagostomus insolitus †
- Lagostomus laminosus † (Ameghino, 1891)
- Lagostomus loberiaensis †
- Lagostomus minimus †
- Lagostomus pretrichodactylus †
- Lagostomus trichodactylus † (Brookes, 1828)